# 森山松之助
森山 松之助（もりやま まつのすけ、明治2年6月7日（1869年7月10日）- 昭和24年（1949年）4月2日）は、日本統治時代の台湾で活躍した建築家。大阪市出身。台湾総督府営繕課在任中、台湾の多くの官庁建築を手がけたことで知られる。

## 略歴
外交官・貴族院議員を務めた森山茂の子として明治2年（1869年）に大阪市東区平野町（現 大阪市中央区平野町）に生まれる（なお、叔父に五代友厚がいる）。学習院、攻玉社を経て、明治26年（1893年）第一高等学校を卒業後、帝国大学工科大学建築学科において辰野金吾のもとで学び、明治30年（1897年）に卒業。大学院、明治31年（1898年）第一銀行建築係嘱託、明治33年（1900年）東京高等工業学校の建築学講座担当を経て、明治39年（1906年）に台湾に渡り、大正10年（1921年）までの間、台湾総督府営繕課技師として多くの官庁建築を手がけた。大正元年（1912年）には欧米各国視察のため出張している。その後日本に帰国し、大正11年（1922年）に東京に森山松之助建築事務所を開設し、多くの民間建築等を設計した。

## 作品
| 名称（旧称）             | 名称（現名称）         | 年      | 所在地         | 国   | 状態             | 備考                       |
| ------------------------ | ---------------------- | ------- | -------------- | ---- | ---------------- | -------------------------- |
| 台北水道水源地喞筒室     | 自來水博物館           | 1908年  | 台北市         | 台湾 | 市定古跡         |                            |
| 台北市電話交換局         |                        | 1908年  | 台北市         | 台湾 | 現存せず         | 1968年解体。跡地は台肥大楼 |
| 台南郵便局               |                        | 1909年  | 台南市         | 台湾 | 現存せず         |                            |
| 総督官邸・改築           | 台北賓館               | 1912年  | 台北市         | 台湾 | 国定古跡         |                            |
| 台中州庁                 | 台中市政府             | 1913年  | 台中市         | 台湾 | 市定古跡         |                            |
| 専売局                   | 台湾菸酒公司本社       | 1913年  | 台北市         | 台湾 | 国定古跡         |                            |
| 台南地方法院             | 旧台南地方法院         | 1913年  | 台南市         | 台湾 | 国定古跡         |                            |
| 台北州庁                 | 監察院庁舎             | 1915年  | 台北市         | 台湾 | 国定古跡         |                            |
| 台南州庁                 | 国立台湾文学館         | 1916年  | 台南市         | 台湾 | 国定古跡         |                            |
| 台湾総督府               | 総統府                 | 1919年  | 台北市         | 台湾 | 国定古跡         | 実施設計を担当             |
| 鉄道部                   | 鉄道部                 | 1920 年 | 台北市         | 台湾 | 国定古跡         |                            |
| 久邇宮邸                 | 聖心女子大学パレス     | 1924年  | 東京都渋谷区   | 日本 | 重要文化財       |                            |
| 本所公会堂               | 両国公会堂             | 1926年  | 東京都墨田区   | 日本 | 現存せず         | 跡地は刀剣美術館           |
| 新宿御苑台湾閣           |                        | 1927年  | 東京都新宿区   | 日本 | 都選定歴史建造物 |                            |
| 旧蜂須賀邸               | オーストラリア大使館   | 1927年  | 東京都港区     | 日本 | 現存せず         |                            |
| 片倉館会館・浴場・渡廊下 |                        | 1929年  | 長野県諏訪市   | 日本 | 重要文化財       |                            |
| 東京歯科医学専門学校     | 東京歯科大学水道橋校舎 | 1927年  | 東京都千代田区 | 日本 | 現存せず         |                            |
| 米井商店本社ビル         | ヨネイビルディング     | 1930年  | 東京都中央区   | 日本 | 改装後現存       |                            |
| 東京弁護士会館           |                        | 1932年  | 東京都千代田区 | 日本 | 現存せず         |                            |

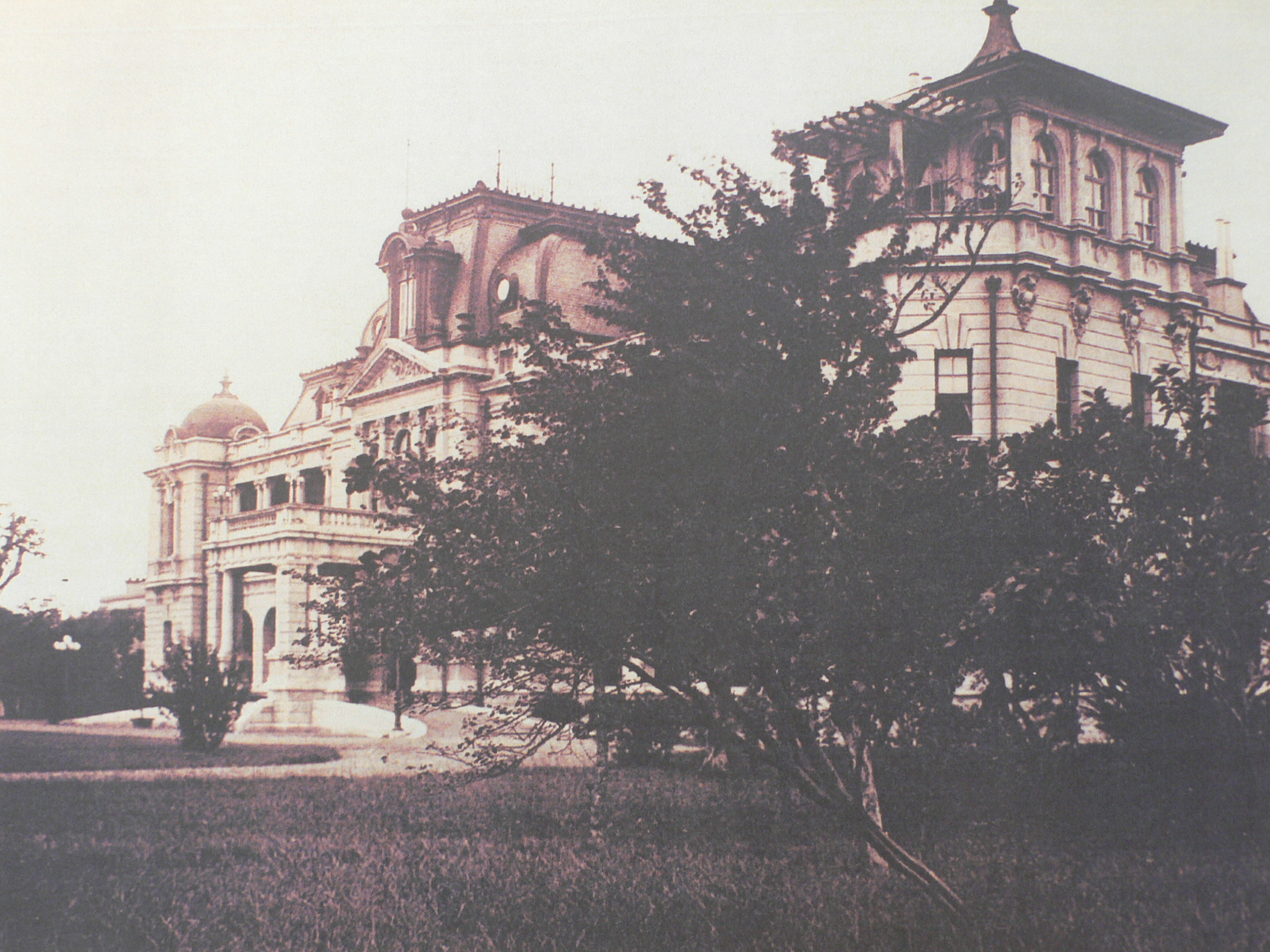
総督官邸（現 台北賓館）
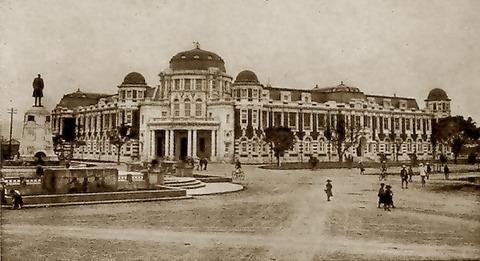
台北州庁（現 監察院）
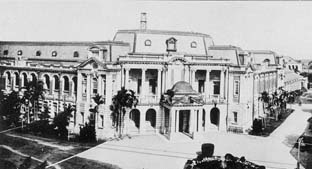
台中州庁（現 元台中市政府）
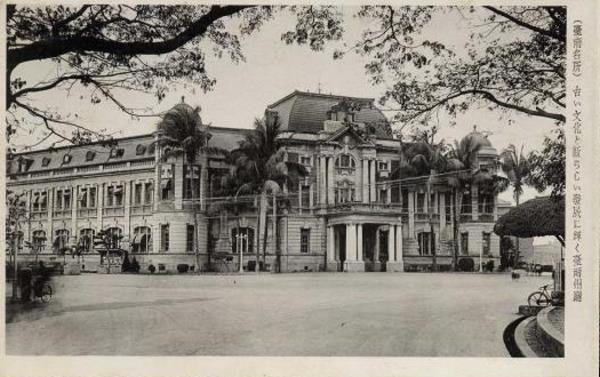
台南州庁（現 国立台湾文学館）の葉書
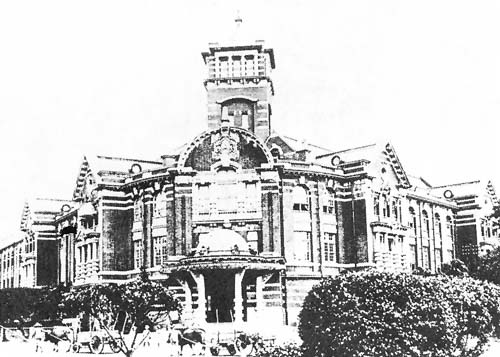
専売局（現 台湾菸酒公司の本社）
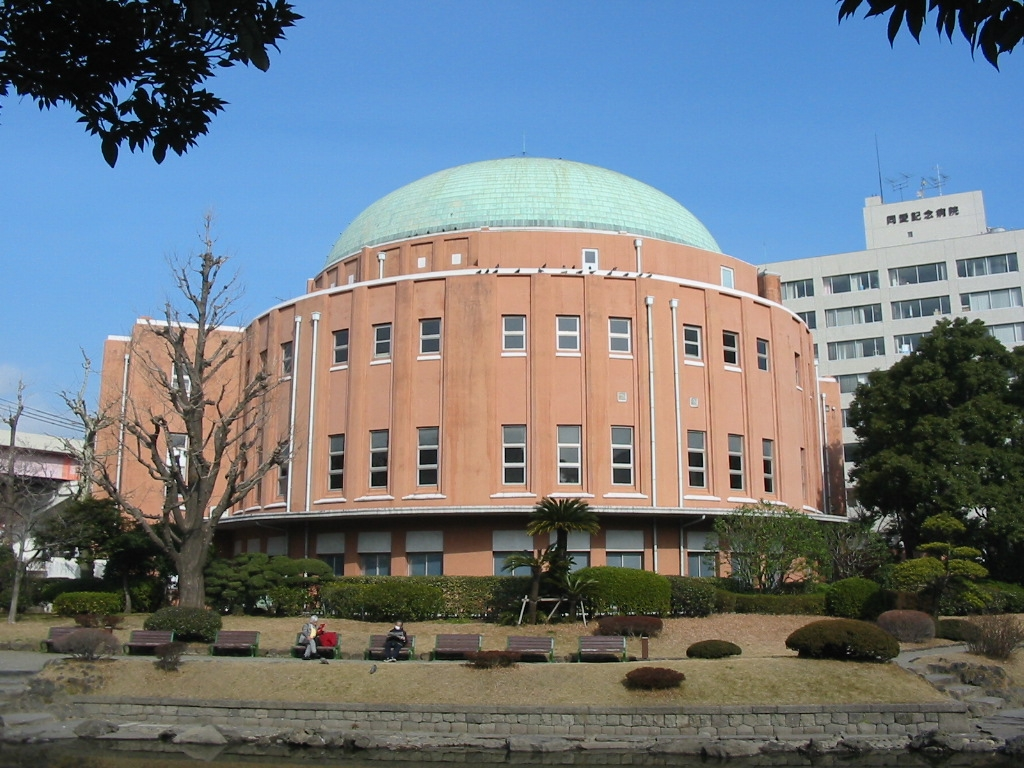
本所公会堂
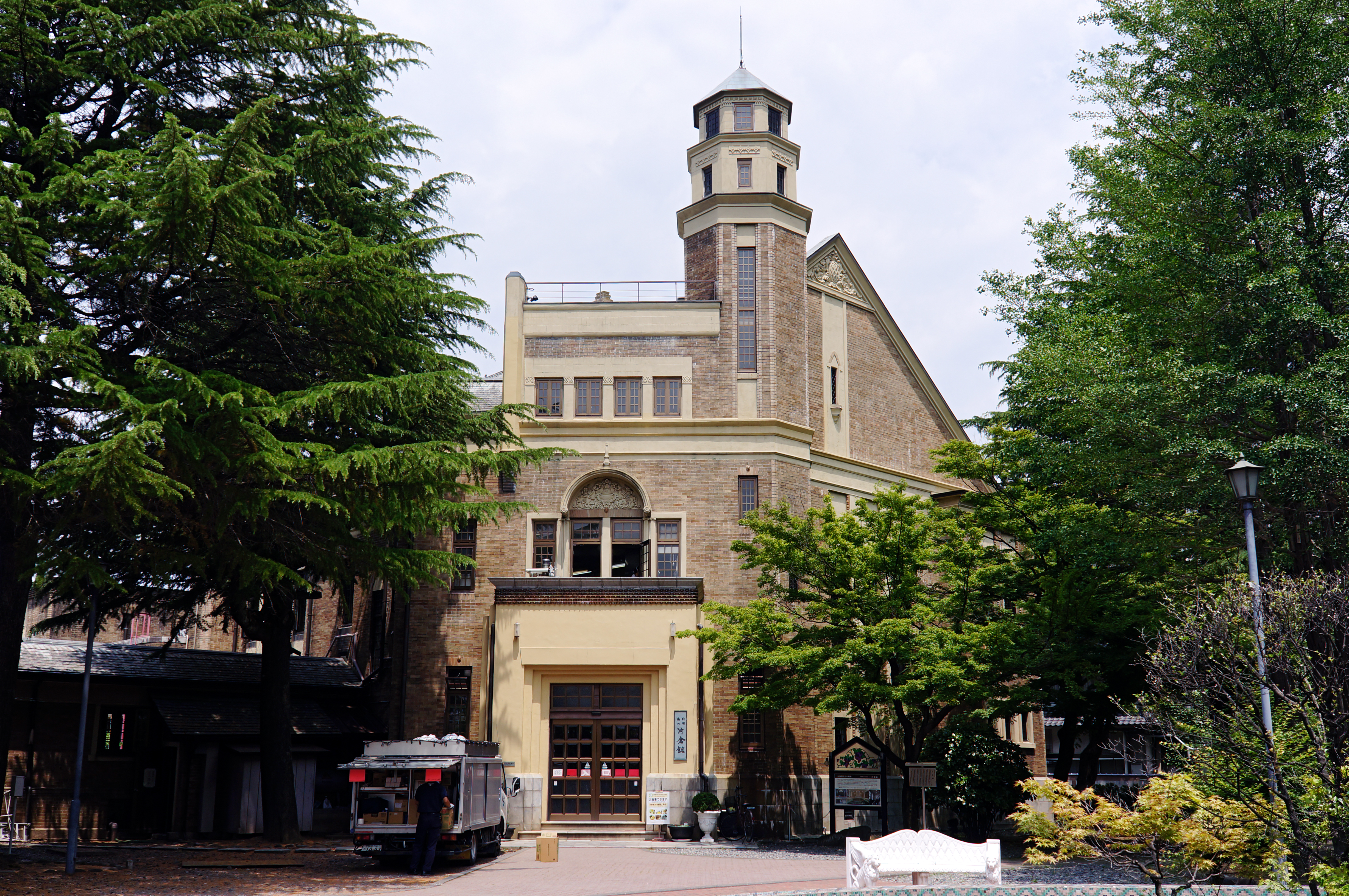
片倉館　浴場
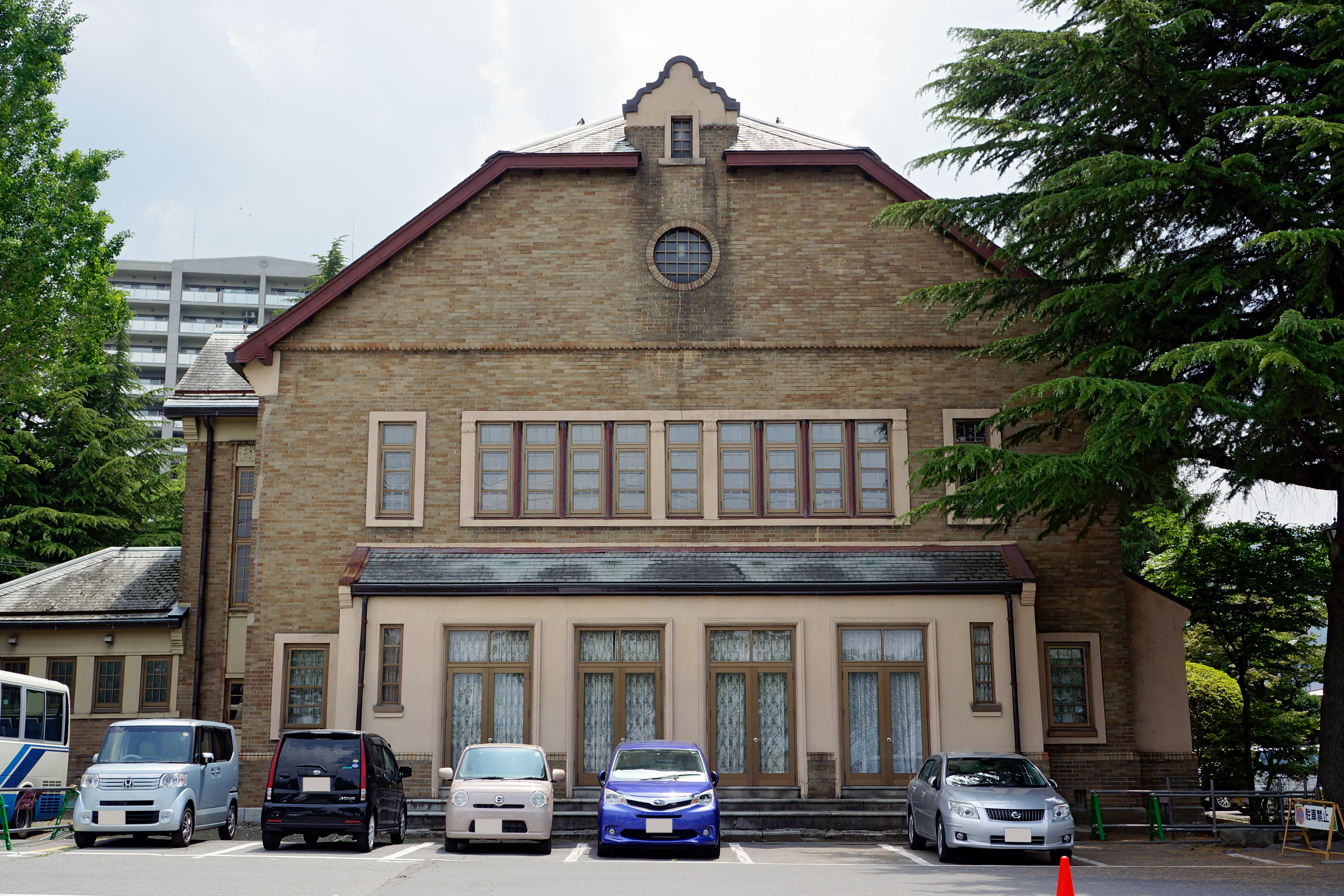
片倉館　会館